# کانگوروی دم‌قلم‌مویی
کانگوروهای دم‌قلمویی یا بِتونگ‌ها (نام علمی: Bettongia) سرده‌ای از تیره کانگوروهای موش‌شکل از راسته کیسه‌داران علف‌خوار هستند. آن‌ها گاه با نام موش-کانگورو نیز شناخته می‌شوند. دلیل نام‌گذاری این سرده به آن نام شباهت انتهای دمشان به قلم‌مو است. پنج گونه از این سرده شناخته شده‌اند:
- کانگوروی دم‌قلمویی شرقی، Bettongia gaimardi
- کانگوروی دم‌قلمویی حفره‌کن، Bettongia lesueur
- Bettongia moyesi
- کانگوروی دم‌قلمویی قلمو-دم، Bettongia penicillata
- کانگوروی دم‌قلمویی کوتوله، Bettongia pusilla
- کانگوروی دم‌قلمویی شمالی، Bettongia tropica